# Koshihikari
Koshihikari (コシヒカリ eller 越光, "lys fra Koshi-provinsen") er en rissort, der især dyrkes i Japan, men også i Australien og USA.
Koshihikari fremkom første gang i 1956 ved kombination af de to forskellige rissorter nourin 1-gou (農林1号) og nourin 22-gou (農林22号) hos Fukui Nouji Kairyou Jikkensho (福井農事改良実験所, Landbrugsforbedringsanstalt Fukui). Sorten blev efterhånden populær, til dels som følge af dets gode udseende. I dag er det en af de mest dyrkede sorter i landet med smag varierende regionerne imellem. Koshihikari fra Uonuma (Niigata) i Niigata-præfekturet hører til de dyreste rissorter i Japan.